# Condylostylus tenebrosus
Condylostylus tenebrosus är en tvåvingeart som först beskrevs av Walker 1857.  Condylostylus tenebrosus ingår i släktet Condylostylus och familjen styltflugor. Inga underarter finns listade i Catalogue of Life.